# Rowland Hill

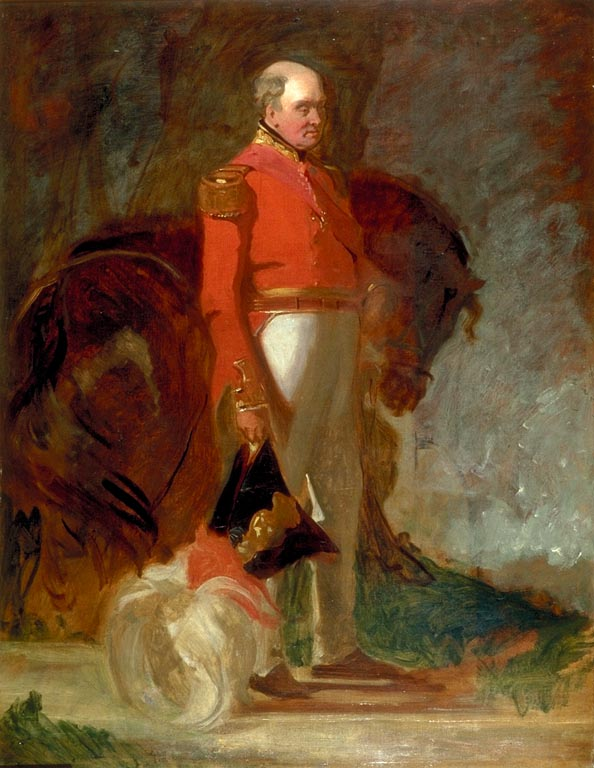
Generalul Hill

Sir Rowland Hill, întâiul viconte de Almaraz, (11 august 1772 - 10 decembrie 1842) a fost un general britanic ce s-a remarcat sub comanda lui Wellington în timpul campaniei din Spaniei și a celei de la Waterloo.